# Bathytoma boholica
Bathytoma boholica is een slakkensoort uit de familie van de Borsoniidae. De wetenschappelijke naam van de soort is voor het eerst geldig gepubliceerd in 1994 door Parth.